# 朝倉咲彩
朝倉 咲彩（あさくら さあや、1998年〈平成10年〉11月13日 - ）は、日本の女性モデル、レースクイーン。富山県高岡市出身。イー・スマイル所属。

## 略歴
2021年にBUSOUサーキットレディのサポートメンバー（「さあや」名義）としてイベント出演をこなした後、2022年1月にイー・スマイルと契約。同月14日 - 16日の東京オートサロン・OHLINSブースが所属後の初仕事となり、「ギャルズ・パラダイス」2022東京オートサロン編でグラビア紹介された。
2022年「SUBARU BRZ GT GALS “BREEZE”」メンバーとしてSUPER GTのレースクイーンデビューを果たし、『日本レースクイーン大賞2022』では新人部門のメダリストに選ばれた。イー・スマイル所属者がSUBARU BRZ GT GALSに選ばれたのは彼女が初である。同年には西口プロレスのリングガールに当たる「西口向上委員会」や、伊勢崎オートレースのイメージガールに当たる「G☆Smil」にも参加している。
2023年1月13日 - 15日の東京オートサロンでは、イメージガール「A-class」の一員として出演。富山県出身者としては2007年の則島奈々美以来16年ぶりのA-classメンバーとなった。同年も引き続きSUBARU BRZ GT GALSや「G☆Smil」を兼任する他、「OHLINS LADY」としてスーパー耐久のレースクイーンを務め、JAPAN MOBILITY SHOW2023や東京オートサロン2024でもコスチューム姿を披露した。
2024年は事務所の先輩に当たる林紗久羅の後任として、TGR TEAM SARDのレースクイーンに当たる「KOBELCO GIRLS」を務める。

## 人物
- 車好きだった父の影響もあり、実家ではカスタムを施していたという[1]。初めて乗った車はフォルクスワーゲン・ビートルで、その後はアウディ・TTやレクサス・RXに乗っていた[5]。
- 好きな食べ物は富山ブラックとユッケ、いちご。嫌いな食べ物は茄子とピーマン[雑誌 1][5]。
- ウエストと脚がチャームポイント[雑誌 1]。
- 水上バイク免許とワープロ検定一級の資格を持っている[5]。

## 活動

### レースクイーン
- 2021年：BUSOUサーキットレディ（サポートメンバー）[2]
- 2022年：SUPER GT 300クラス「SUBARU BRZ GT GALS “BREEZE”」[Unit 5]
- 2023年
  - SUPER GT 300クラス「SUBARU BRZ GT GALS “BREEZE”」[Unit 6]
  - スーパー耐久「OHLINS LADY」（OHLINS Roadster NATS）[10]
- 2024年　　　　　　　　　　　　　　　　　　　
  - SUPER GT 500クラス「TGR TEAM SARD KOBELCO GIRLS」[Unit 7]

### ラウンドガール
- 西口プロレス「西口向上委員会」（2022年）[Unit 1]

### イベント出演
| イベント名                 | 出演年 | 出演ブース                | 備考                                                          |
| -------------------------- | ------ | ------------------------- | ------------------------------------------------------------- |
| 東京オートサロン           | 2022年 | OHLINS                    | 香月わかなと共演                                              |
| 東京オートサロン           | 2023年 | イメージガール「A-class」 | [ Unit 3 ]                                                    |
| 東京オートサロン           | 2024年 | OHLINS                    | 香月わかな・さかいゆりや・わかなと共演                        |
| ラリージャパン             | 2022年 | FLEX GIRL                 | 松田蘭と共演                                                  |
| 東京モーターサイクルショー | 2023年 | OHLINS                    | 香月わかな・さかいゆりやと共演                                |
| 東京ゲームショウ           | 2023年 | SEGA                      | 「ATLAS FALLEN」のプロモーションで Tシャツ&ショーパン姿を披露 |
| JAPAN MOBILITY SHOW        | 2023年 | OHLINS                    | 香月わかな・さかいゆりや・前田星奈と共演                      |

### 共演メンバー
1. 1 2  荒井つかさ・生田ちむ・桐谷流華・永原芽衣・花乃衣美優・松田蘭・遊馬りえ[6]
2. ↑  葵成美・五十嵐希・門野まゆ・鈴乃八雲・中野聖子・花乃衣美優・岬愛奈[7]
3. 1 2  藤井マリー・松田蘭・長坂有紗・広瀬晏夕・花乃衣美優[5]
4. ↑  葵成美・小田カノン・鈴乃八雲・中野聖子・花乃衣美優・藤田香澄・南実千晴[9]
5. ↑  須藤セリナ・楠木絢・宮野真菜[4]
6. ↑  須藤セリナ・楠木絢・桜田莉奈[8]
7. ↑  太田麻美、宮瀬七海[12]

#### 雑誌
1. 1 2 3  「TOKYO AUTO SALON 2022 COVER GIRL PICK UP! FILE:6『朝倉咲彩』」『ギャルズ・パラダイス「2022東京オートサロン編」』、株式会社三栄、2022年4月11日、9頁、2023年12月2日閲覧。
2. ↑  「キャンギャルたちが放つ濃厚フェロモンにメロメロ♪『OHLINS』」『ギャルズ・パラダイス「2022東京オートサロン編」』、株式会社三栄、2022年4月7日、60頁、2023年12月2日閲覧。